# Черевний тиф
Черевни́й тиф (лат. typhus abdominalis; англ. typhoid fever, enteric fever) — гостра антропонозна інфекційна хвороба з фекально-оральним механізмом передачі, яку спричинює сальмонела черевного тифу («Salmonella enterica, subsp. enterica, biovar typhi»). Характеризується гарячкою переважно постійного типу тривалістю до 5—6 тижнів, загальною інтоксикацією з розвитком загальмованості нервової діяльності аж до тифозного статусу, шкірним висипом, збільшенням печінки, селезінки і ураженням лімфатичного апарату тонкої кишки.

## Історичні відомості
З часів Гіппократа аж до XIX століття тифом (від грец. τυφος  — дим, туман, імла) називали ті хвороби, які супроводжувалися гарячкою, затемненням свідомості і маренням. Таким чином, дуже тривалий час під сукупною назвою «тиф» проходили такі захворювання, як черевний тиф і паратифи, висипний, поворотний та інші тифи, чума, сепсис тощо. Тільки на початку XIX століття були одержані дані, як клінічні, так і морфологічні, які дали можливість виявити особливості перебігу різних форм «тифів». Протягом багатьох років лікарі різних країн відмічали особливості перебігу черевного тифу, однак достовірне комплексне описання клінічних проявів його зробили французькі лікарі П'єр Фідель Бретонно в 1826 році, а потім П'єр-Шарль Александр Луї в 1829 р., коли останній врешті решт й запропонував сучасну назву хвороби. Ґрунтовні дослідження клінічного перебігу хвороби, особливо гарячкової кривої, провів у XIX столітті німецький лікар Карл Вундерліх.
Збудника черевного тифу виявив у 1880 році німецький бактеріолог і гістолог Карл Йозеф Еберт у мезентеріальних лімфатичних вузлах. У чистій культурі збудника виділив німецький бактеріолог Георг Гаффкі в 1884 році, але не зміг встановити його родову приналежність. Тим не менш його спільні дослідження разом з патологом Рудольфом Вірховим дали змогу стверджувати, що ця хвороба передається водним шляхом, а не через повітря. Через рік після виділення збудника Г. Гаффкі американські науковці — ветеринарний лікар Данієль Сальмон та епідеміолог і патолог Теобальд Сміт виявили, досліджуючи виділеного ними мікроорганізма «свинячої холери» (лат. cholera suis), що існує ціла група збудників одного роду, які отримали надалі назву «сальмонели» на честь Данієля Сальмона. Зрештою швидко було доведено, що «паличка Еберта-Гаффкі» належить до роду сальмонел. З крові хворого (гемокультура) вперше збудника виділив російський науковець, лікар О. І. Вільчур у 1887 р., а В. Колеман та Б. Бакстон у 1907 році запропонували для виділення збудника черевного тифу штучні поживні середовища, які містять жовч, що використовується й донині. Широко застосовують діагностичну реакцію аглютинації (так звана реакція Відаля), яку запропонував французький лікар Георг (Жорж) Відаль у 1896 році. Значний внесок у вакцинопрофілактику хвороби вніс британський науковець Алмрот Райт.

## Актуальність
У світі кожного року реєструється офіційно до 26 млн випадків черевного тифу, тоді як експертна оцінка ймовірної справжньої захворюваності дає цифри до 35 млн. Хвороба спричинює до 215 тисяч смертей серед підтверджених за офіційними даними випадків, тоді як за оцінками експертів ці цифри сягають 1—3 млн смертей. Згідно з іншими даними у світі щорічно хворіє 21 млн людей, з них помирає 160 тисяч. Згідно з даними ВООЗ щороку хворіє 9 млн і 110 тисяч з них помирає. Як вважають, через неякісний характер статистичного обліку в більшості  країн, які розвиваються, істинна захворюваність та летальність більша від зареєстрованої втричі. Вважається, що найбільший тягар черевного тифу лежить на Індійському субконтиненті, проте існує значна неоднорідність у поширенні його в світі. В Африці на південь від Сахари випадки черевного тифу історично були погано описані. Показано, що захворюваність в африканських регіонах може бути настільки ж високою (або перевищувати) таку в Азії, що впливає як на сільське, так і на міське населення. На регіональному рівні дані моделювання засвідчили, що захворюваність на черевний тиф у регіоні Східної Африки на південь від Сахари може становити 620 випадків на 100 000 людино-років (95 % інтервал довіри), що приблизно втричі вище, ніж у регіоні Південно-Східної Азії (217 випадків на 100 000 людино-років; 95 % інтервал довіри). Аналіз у 2017 році показав, що Південна Азія мала найвищий стандартизований за віком рівень захворюваності (549 випадків на 100 000 людино-років) та найбільшу кількість випадків (10,3 мільйона), яке становить 71,8 % світових випадків, тоді як на регіон Африки на південь від Сахари припадає 12,1 % (1,73 млн) загальносвітових випадків. Діти 2–14 років несуть найбільший тягар черевного тифу у цих регіонах
Черевний тиф і паратифи, виникаючи у вигляді епідемій або спорадичних випадків, зумовлюють значні економічні втрати. Остання епідемія відбулася в Уганді на початку 2015 року, коли, станом на 5 березня того року, було виявлено 1940 випадків захворювання.
В Україні нині переважає спорадична захворюваність, реєструють окремі невеликі спалахи з переважно харчовим зараженням. На сьогодні є багато випадків завезення хвороби з Азії, коли зараження відбувається при неорганізованому туризмі або під час відвідувань місцевих релігійних свят.
Збудника черевного тифу віднесено до тих біологічних агентів, які офіційно визнано чинниками біологічної зброї.

## Етіологія

### Класифікація збудника
Збудника черевного тифу (Salmonella typhi, або як її на сьогодні називають згідно з існуючою Міжнародною мікробіологічною класифікацією — виду Salmonella enterica, підвиду enterica, серовар typhi) відносять до роду Salmonella, родини Enterobacteriaceae. За схемою Кауфмана—Вайта з доповненням Попофф/Ле Мінор (міжнародна класифікація роду сальмонел згідно з різницею в О- та Н-антигенах) тифозну бактерію відносять до серологічної групи D1 О:9.

### Морфологія і культуральні особливості
Тифозні бактерії — це грамнегативні палички завдовжки 1—4 мкм, завширшки 0,5—0,8 мкм, мають джгутики, рухливі, не утворюють спор та капсул, мають слабшу від інших сальмонел біохімічну активність. Усі вони зростають на звичайних поживних середовищах, проте особливо добре на тих, які містять жовч. Оптимум росту +37 °С, рН — 7,2—7,4. На м'ясо-пептонному бульйоні під час росту відбувається рівномірна каламуть, желатин не розріджується, молоко не зсідає. На середовищі Ендо сальмонела черевного тифу зростає у вигляді безбарвних або трохи рожевуватих колоній.

### Стійкість до різних факторів
У зовнішньому середовищі тифозні сальмонели відносно стійкі, добре переносять низькі температури протягом декількох місяців. Виживання цих збудників у воді залежить від умов — у проточній вони зберігаються кілька днів, у водопровідній — до 3 місяців, у мулі колодязів — до 6 місяців. При 0 °C можуть вижити протягом 60 днів. Дуже добре вони зберігаються в харчових продуктах, особливо в молоці, сирі, сметані, м'ясному фарші, в овочевих салатах. На овочах та фруктах тифозні сальмонели зберігаються протягом 10 днів.
Під дією високої температури швидко гинуть (при t +50 °С — через годину, +60 °С — через 20—30 хвилин, при кип'ятінні — миттєво). Прямі сонячні промені діють на них згубно. Під дією звичайних дезінфектантів гинуть за кілька хвилин.

### Антигенні властивості
Черевнотифозні палички містять:
- 2—3 соматичні О-антигени,
- джгутиковий Н-антиген,
- особливий антиген вірулентності — Vi-антиген.

### Основний фактор патогенності
Провідний фактор патогенності тифо-паратифозних бактерій — ендотоксин (ліпідно-полісахаридний комплекс), який виділяється при руйнуванні бактерії. Саме він є провідним у формуванні багатьох основних клінічних проявів черевного тифу. Загальна токсична дія ендотоксину тифозної бактерії виражена сильніше, ніж в інших сальмонел.

### Інші фактори патогенності
Збудники мають достатньо великий набір ферментів, які підвищують їхню агресивність:
- гіалуронідаза,
- фібринолізин,
- лецитиназа,
- гемолізин тощо.

Багато атрибутів тифозних паличок — вірулентність, аглютинабільність, лізабельність не є постійного ступеню, незмінними, вони можуть змінюватися під впливом антибіотиків, бактеріофагів та інших несприятливих для бактерій факторів. Навіть у процесі захворювання в одного хворого властивості збудника змінюються.

## Епідеміологічні особливості

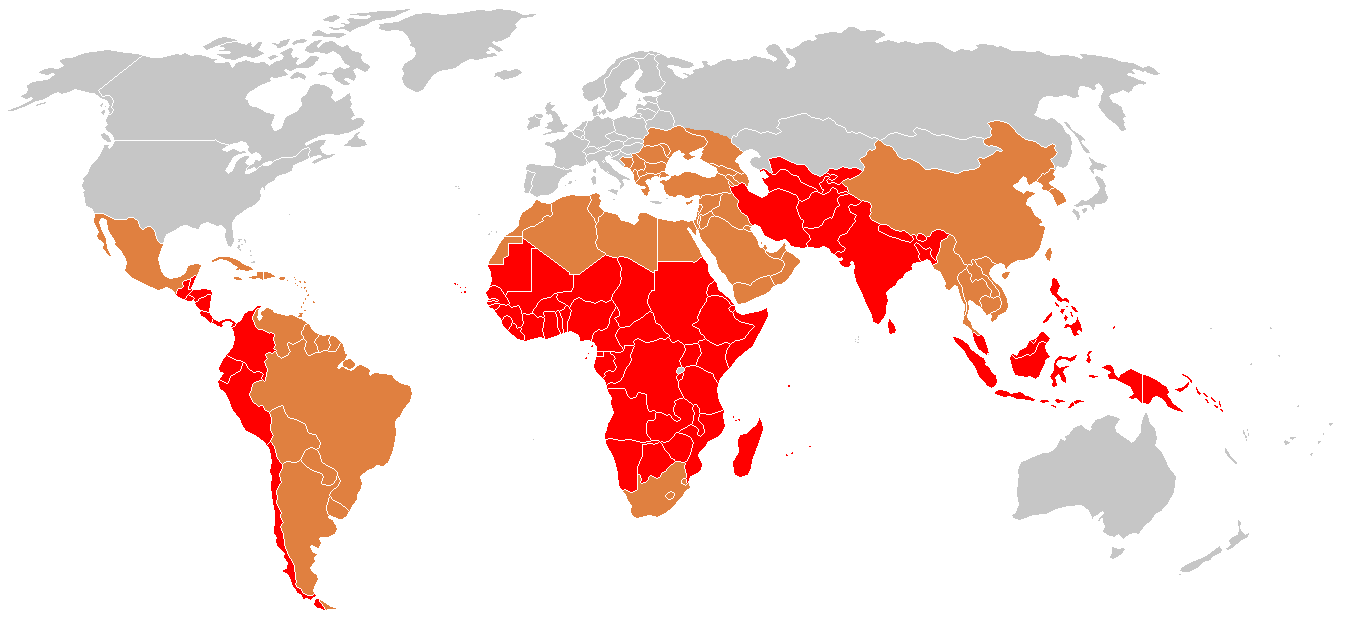
Поширенність черевного тифу у світі
♦ пояс тифу
♦ епідемічні зони
♦ спорадичні випадки

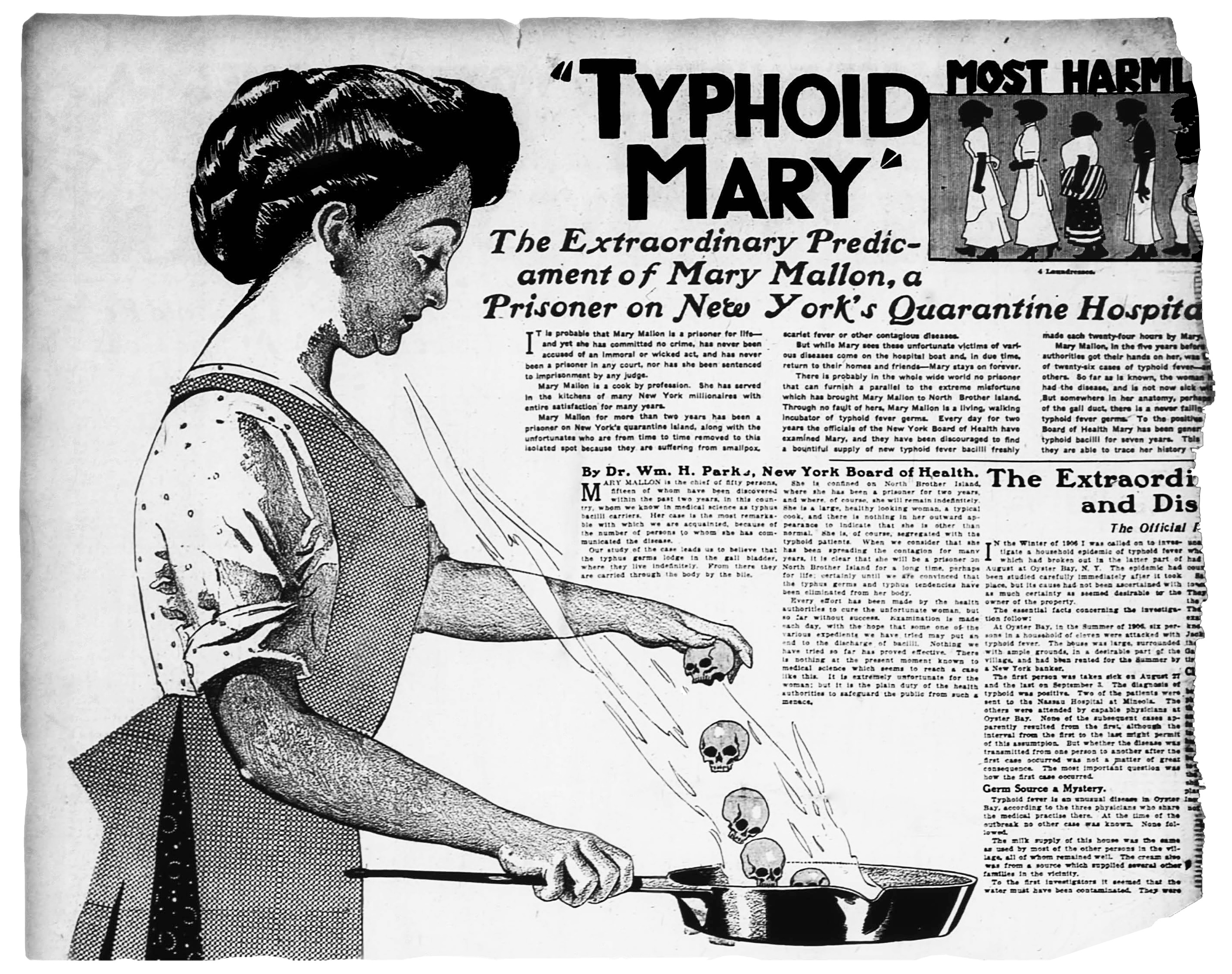
Мері Меллон, перша в історії виявлена людина, яка була носієм збудника черевного тифу. Журналісти прозвали «Тифозною Мері»

### Джерело та резервуар інфекції
Черевний тиф відносять до ендемічних антропонозів. Джерелом інфекції є хворий або носій цих мікроорганізмів. Хворий виділяє збудників у довкілля клінічно значуще з випорожненнями та сечею. 1 г фекалій хворого в розпалі хвороби (на 2—3 тижні) містить сотні мільйонів бактерій, а 1 мл сечі — до 180 млн. Якщо врахувати, що в середньому людина виділяє на добу близько двох літрів сечі, то найнебезпечнішими вважають так званих «сечових» носіїв. Крім того, акт сечовипускання часто не супроводжується достатнім дотримання навичок гігієні. При попаданні в організм 1 000 мікробних тіл захворює 25 % інфікованих, 10 000 — 50 %, 10 000 000 — 100 %. Позаяк хворих із тяжким перебігом черевного тифу в більшості випадків виявляють і госпіталізують, вони рідше стають джерелом інфекції, як правило, тільки для тих, хто ними опікується або їх безпосередньо оточує. Інтенсивно розсіюють збудників у довкіллі хворі з легкими, атиповими формами. Можливим є зараження від людей, які знаходяться наприкінці інкубаційного періоду черевного тифу, коли ніхто не знає ще про їхню небезпеку, адже це розсіювання збудника в довкіллі відбувається за відсутності яких-небудь проявів хвороби, яка ще має настати через певний час. Епідеміологічна небезпека хворого на будь-яку клінічну форму значно зменшується в періоді реконвалесценції. Хоча до 10 % хворих здатні виділяти у довкілля збудника протягом перших 3-х місяців реконвалесценції.
Особливу небезпеку в широкому поширенні цих бактерій становлять хронічні бактеріоносії, а найбільше ті, які за родом своєї діяльності пов'язані з харчовими продуктами, джерелами водопостачання. У світовій медичній практиці нині відомо багато таких випадків. Першим встановленим медичними працівниками хронічним фекальним носієм була американка Мері Меллон, відоміша, як «Тифозна Мері», яка, працюючи куховаркою в різних сімействах та установах Нью-Йорка на початку XX століття, заразила за офіційними даними 53 особи, з яких 4 померло від черевного тифу.

### Механізм передачі та шляхи, що його реалізують
Механізм передачі інфекції є фекально-оральним. Передача збудників відбувається водним, харчовим, побутово-контактним шляхами, певну роль відіграють механічні переносники — мухи, таргани, у яких збудники є на кінцях лапок. Факторами передачі слугують заражена вода, харчові продукти. Іншими механізмами передачі інфекції черевний тиф не передається.

#### Водні спалахи
Виникають у результаті фекальних забруднень джерел водопостачання, для них характерне ураження обмеженого контингенту населення, територіально пов'язаного з інфікованим водним джерелом. Водні спалахи черевного тифу можуть бути короткочасними чи тривалими. Можливе виникнення випадків серед людей, які купаються в забруднених водоймах, при випадковому ковтанні інфікованої води. Водні спалахи частіше носять вибуховий характер. Крива захворюваності в разі одномоментного масового зараження має крутий підйом і швидкий спад після прийняття відповідних заходів на водопроводі, а «епідемічний хвіст» обумовлений контактними випадками зараження.

#### Харчові спалахи
Характеризуються швидким наростанням кількості захворілих, виникають переважно при вживанні інфікованого молока, молочних продуктів, частіше в гарячу пору року. Можна заразитися при вживанні в їжу інфікованого морозива, вершкового масла. Інфікування харчових продуктів, у тому числі готових страв, відбувається при порушенні санітарних норм і правил переробки сировини, зберігання, транспортування, реалізації готової харчової продукції. При харчових спалахах джерелом інфекції найчастіше є носій, цим пояснюється необхідність суворого контролю за працівниками підприємств громадського харчування. На овочах, фруктах, хлібі та інших продуктах, які вживають без термічної обробки, можуть відкладати збудників мухи, які є механічним переносником, через що можливе передавання інфекції саме таким чином. Життєздатних тифозних збудників знаходили в кишці та на лапках мух.

#### Побутовий шлях передачі
Відбувається через забруднені руки (прямий шлях передачі), посуд, білизну, дверні ручки (непрямий шлях). При цьому захворюваність невисока, але в разі невиявлення джерела зараження захворювання можуть реєструвати тривалий час. Цей шлях передачі сприяє виникненню спорадичних випадків, а джерело інфекції виявити вдається лише в 10—15 % випадків.

### Сезонність, сприйнятливий контингент і групи ризику, характеристика імунітету
Захворювання на черевний тиф в Україні характеризуються переважно літньо-осінньою сезонністю, на цей період припадає до 75 % всіх випадків. Вважається, що сезонний підйом захворюваності обумовлений не тільки спрощеним механізмом передачі інфекції, але й зниженням реактивності організму під впливом надмірної інсоляції, а також купанням у відкритих водоймах, вживанням в їжу значної кількості вуглеводів, порушенням водного обміну, зниженням бар'єрної функції шлунка, бактерицидних властивостей крові. Певне значення в поширенні інфекції має також посилення міграції населення літом (туризм, відпочинок біля моря тощо), купання в забруднених водоймах, вживання некип'яченого молока, немитих ягід, фруктів, овочів. У субтропічних та тропічних регіонах захворюваність сезонності не має, випадки та спалахи зустрічаються рівномірно протягом року. Ризик захворювання на черевний тиф у Південній Азії (Індія, Пакистан, Бангладеш) у 30 разів більший, ніж при поїздках в інші географічні регіони поширення черевного тифу. Зокрема, найбільше випадків його реєструють в Індії (980 на 100 тис. населення) та в дельті Меконгу — В'єтнам, Камбоджа (200 на 100 тис. населення).
Сприйнятливість до черевного тифу всезагальна. Несприйнятливість певної частини населення обумовлена наявністю специфічного імунітету внаслідок перенесеного в легкій формі захворювання (побутова імунізація). Найчастіше хворіють люди віком 15—21 року. Найбільш резистентні до черевного тифу особи з O(I) групою крові, у них й рідше формується носійство. Більш схильні до цього захворювання люди з АВ(IV) групою крові. Велике число носіїв серед осіб з A(II) групою крові є генетично детермінованим.
Перенесене захворювання, якщо не сформувалося носійство, призводить до тривалого стерильного імунітету. На сьогодні існує також думка, що хронічне носійство, яке сформувалося після перенесеної гострої форми черевного тифу, потрібно розглядати як своєрідну хронічну форму клінічного перебігу, тому що у цих осіб відбуваються протягом життя короткотривалі підйоми температури тіла із нетривалою появою збудника в крові. У хронічних бактеріоносіїв найчастіша локалізація збудника — жовчний міхур, нирки, кістковий мозок. Сприяють цьому жовчнокам'яна або сечокам'яна хвороби, наявність сечостатевого шистосомозу тощо. Такі особи складають 3—6 % від усіх захворілих. Після видалення жовчного міхура в «жовчних» носіїв нерідко відбувається елімінація сальмонел з організму.

## Патогенез

### Фаза проникнення збудника
Через рот тифозні бактерії потрапляють у травний тракт, через їхню високу стійкість до кислого середовища шлунку, вони без перешкод проходять всередину бар'єрних до інших інфекційних агентів лімфатичних утворів: пейєрових бляшок та солітарних фолікулів тонкої кишки. Іноді мікроорганізми здатні потрапити навіть через лімфатичні утвори ротоглотки. Тифозні палички здатні без проблем проникати в лімфоїдні клітини неімунної людини і розмножуватися там, в той час як в цитоплазму імунних лімфоцитів із периферичної крові щеплених людей і хронічних носіїв, бактерії не проникають, а розташовуються навколо лімфоцитів. Мікроорганізми розмножуються у цих лімфатичних утворах, накопичуються в достатній кількості й лімфогенно поступають у наступний захисний бар'єр — мезентеріальні лімфатичні вузли. У результаті відбувається гіперплазія, утворення гранульом із великими «тифозними» клітинами з світлою цитоплазмою в цих лімфовузлах. Вік пацієнта, вірулентність штаму, інфекційна доза, яка потрапила до організму, час початку лікування, фактори хворого, зокрема, тип системи гістосумісності HLA, наявність ВІЛ-інфекції або інших імунодефіцитів, операції на шлунку, алкоголізм з утворенням стійкої ахлоргідрії, прийом антацидів, блокаторів Н2-гістамінорецепторів або інгібітори протонного насосу — усе це впливає на тяжкість клінічного перебігу черевного тифу.

### Фаза прориву бактерій у кровоток

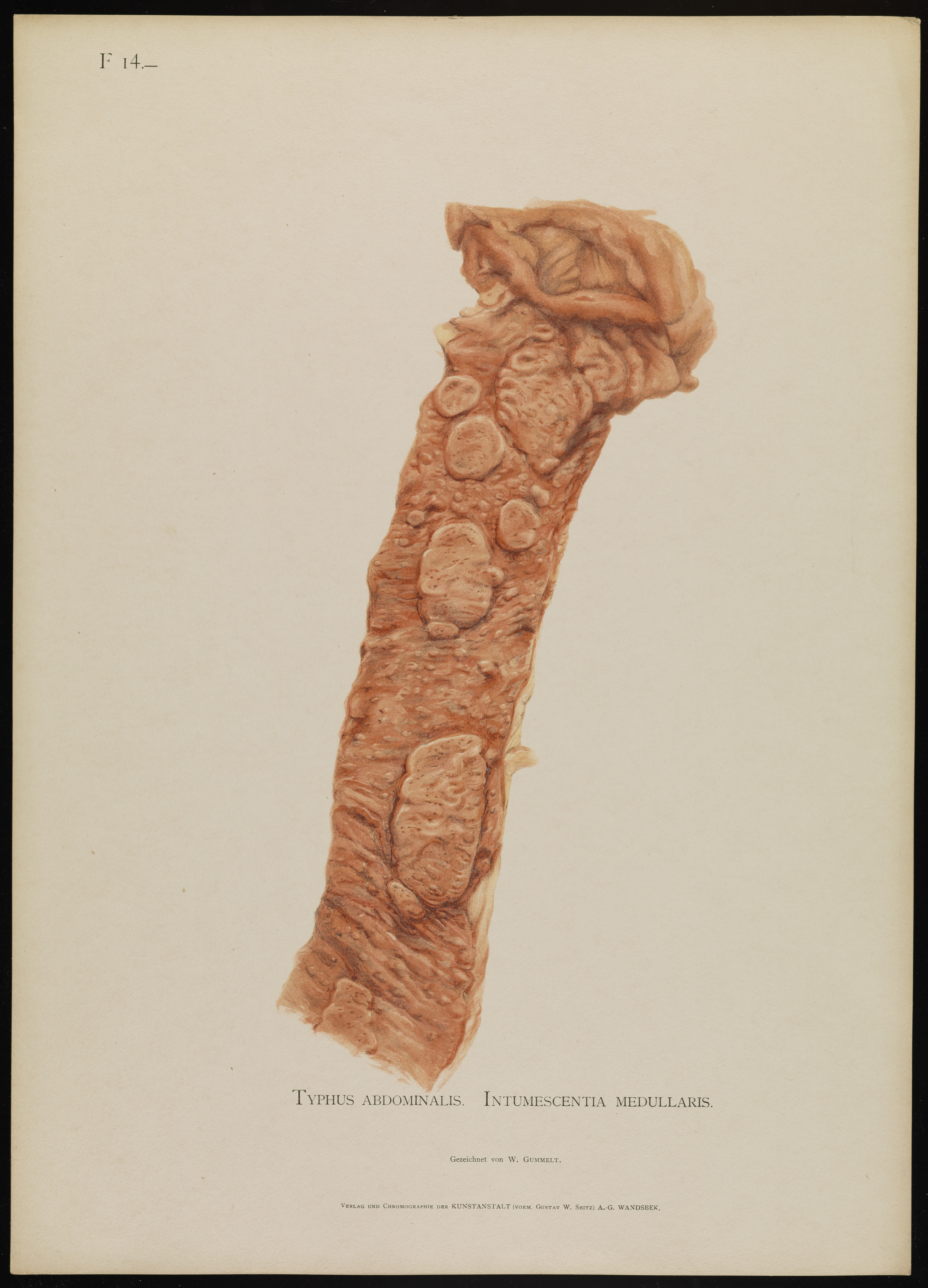
Початкові морфологічні зміни в тонкій кишці у 1-й тиждень черевного тифу — мозкоподібне набухання лімфатичних утворів.

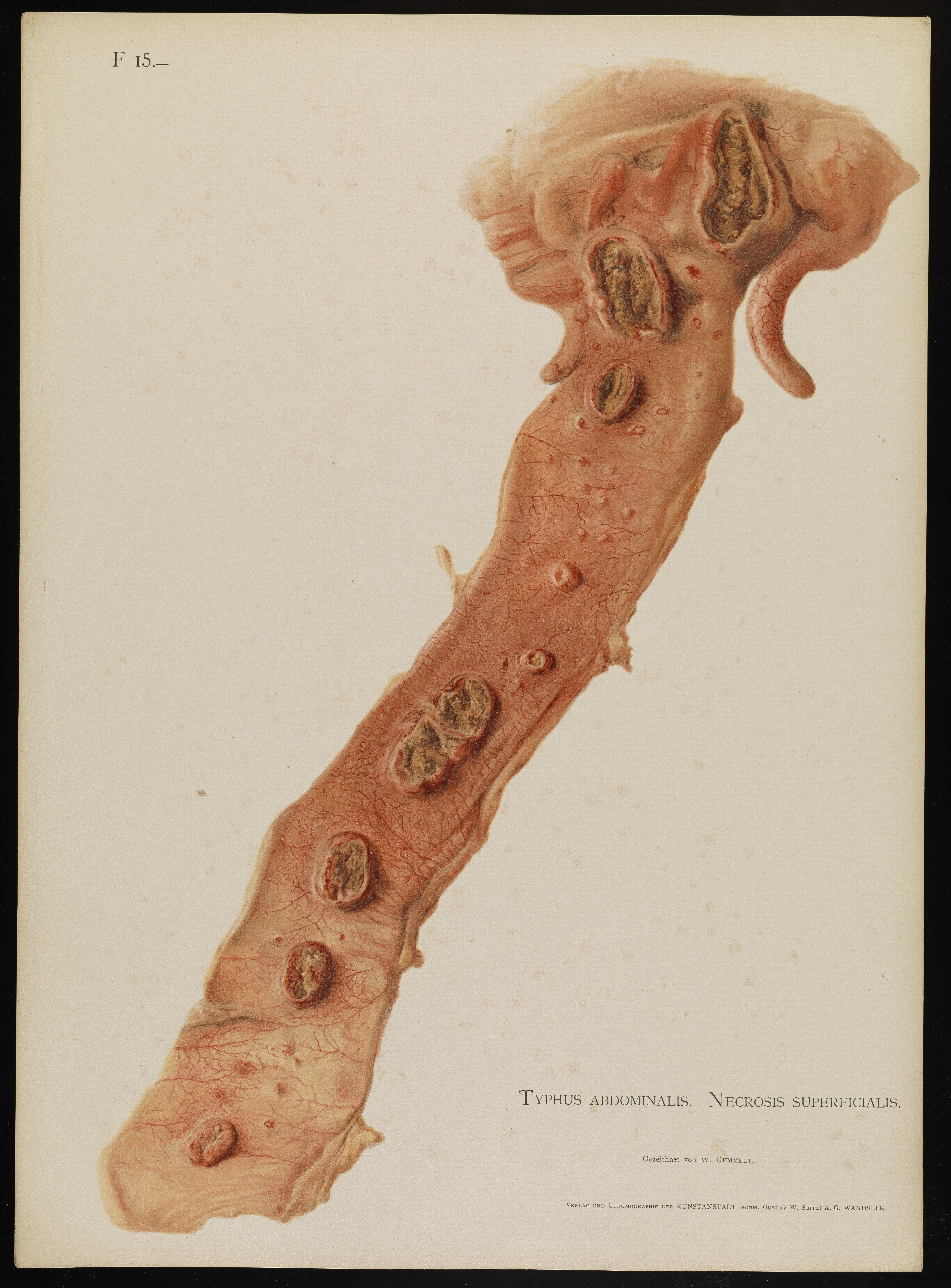
Некрози лімфатичних утворів тонкої кишки як правило у розпалі хвороби — протягом 2-го тижня.

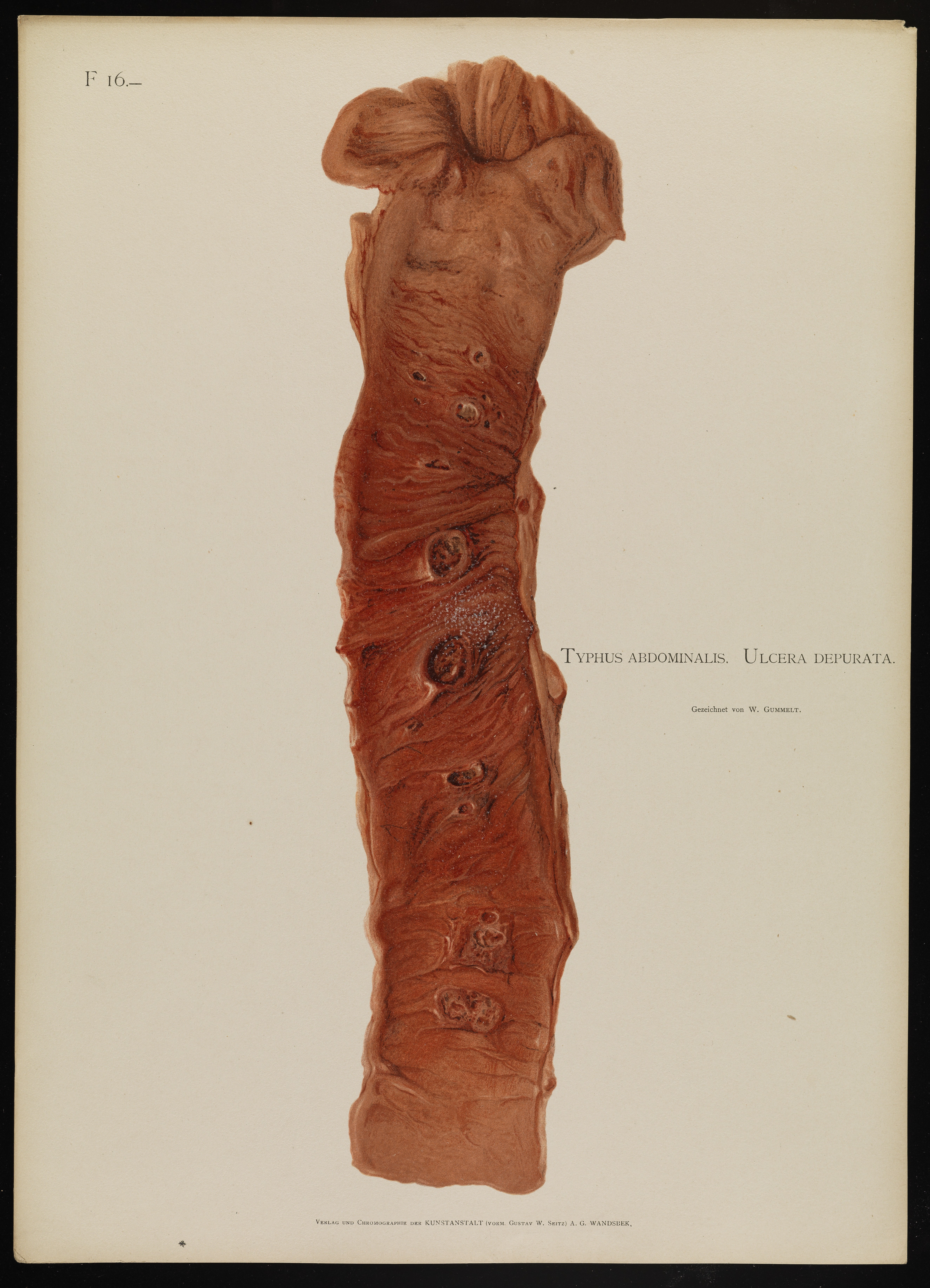
Виразки у тонкій кишці — розгортання морфологічних змін як правило на 3—4-му тижнях хвороби.

З моменту прориву лімфатичного бар'єру та потрапляння перших тифозних сальмонел до кровтотоку розвивається бактеріємія, з'являються клінічні ознаки захворювання. Ендотоксин, якого виділяють перші тифозні бактерії, що потрапили в кров та гинуть внаслідок дії імунного захисту, спричинює поступове збудження терморегуляційного центру з підвищенням у типових випадках температури тіла до фебрильних цифр протягом перших 3—5 днів хвороби, загальноінтоксикаційні прояви, пригнічує окремі складові симпатичної іннервації вегетативної нервової системи (кровоносних судин, серця, слинних залоз тощо), призводячи до відповідного зростання там парасимпатичного впливу, що зумовлює, насамперед, перерозподіл крові — скупчення її в кровоносних судинах внутрішніх органів із виникненням деякого набряку їх, разом із тим зменшення кровотоку в кровоносних судинах шкіри. Відбувається зменшення салівації, що надалі призводить до проблем у порожнині рота. Однак загального пригнічення симпатичного впливу на всі складові вегетативної нервової системи не відбувається. Так при зниженні активності симпатичного відділу вегетативної нервової системи та підвищенні активності парасимпатичної мали б відбуватися підвищення перистальтики кишок, розслаблення сечового міхура, розширення бронхів та зіниць. Цього при черевному тифі не відбувається, що означає вибірковість дії ендотоксину на симпатичну іннервацію. Більш того, затримка випорожнень, сечовиділення може бути обумовлена збуджувальною дією ендотоксину саме на симпатичну іннервацію на рівні автономних вузлів черевної порожнини. Зменшення перистальтики кишок також зумовлено й виразністю мезаденіту. Ендотоксин пригнічує роботу кісткового мозку, спричинюючи зменшення рівня лейкоцитів та нейтрофілів, тромбоцитів. Саме ендотоксинемія зумовлює на ранньому етапі практично всю клінічну симптоматику.
Через продовження бактеріємії одночасно йде так звана паренхіматозна дифузія — збудники розносяться у різні паренхіматозні органи й тканини, там утворюються вторинні вогнища запалення й гранульоми. Таким чином виникають ті чи інші прояви ураження тих або інших органів, що може спотворювати певні клінічні прояви (пневмонія, нефрит, менінгіт тощо). Вкрай рідким є в такій ситуації запалення жовчного міхура і жовчевивідних шляхів. Є припущення, що переважання того чи іншого ураження внутрішніх органів при черевному тифі пов'язане з преморбідним фоном — наявністю слабких місць в організмі, іноді деякі з них навіть клінічно не проявлялися до виникнення черевного тифу. Із цих вогнищ, які утворилися, та з місць первинної локалізації періодично збудники надходять у кров, таким чином, підтримуючи бактеріємію, яка може тривати аж до 5—6 тижнів у разі відсутності антибактерійного лікування. Саме наявність Vi-антигену забезпечує збуднику черевного тифу більшу вірулентність, агресивність, через що гарячково-інтоксикаційні прояви при цій хвороби підтримуються тривало.

### Фаза виведення збудника з організму
Починається приблизно з 2 тижня клінічних проявів. Тифозна сальмонела виділяється через нирки в сечові шляхи, через жовч. До кишок збудники надходять у великій кількості саме з жовчного міхура, де здатні розмножуватися і накопичуватися. При цьому пік виділення тифозних сальмонел із жовчного міхура й, відповідно, з кишок припадає на 2—3 тиждень хвороби. До цього, внаслідок потрапляння збудників тифу до лімфатичного апарату тонкої кишки в інкубаційному періоді відбулася сенсибілізація до антигенів тифозних сальмонел. Повторне потрапляння антигенів призводить до реакцій, описаних як феномен Артюса. Процес повторного «проходження» тифозних збудників через кишку супроводжується рядом послідовно виникаючих морфологічних змін:
- I тиждень хвороби — «мозкоподібне набухання» лімфатичних утворів тонкої кишки, як гістіомоноцітарна реакція на повторне потрапляння тифозних сальмонел;
- II тиждень — утворення місцевих некрозів у ділянці фолікулів; некрози можуть поширюватися вглиб, досягаючи інколи м'язового шару і навіть очеревини;
- III тиждень — відбувається відторгнення некротичних мас і утворення виразок. Якщо при цьому пошкоджується стінка кровоносної судини, можлива кровотеча, при утворенні глибоких виразок можуть виникати перфорації тонкої кишки;
- IV тиждень — відбувається повне очищення виразок, також ще можливі кишкові кровотечі й перфорації;
- V тиждень — загоєння виразок. На відміну від виразок інших відділів травної системи вони не залишають після себе ані рубців, ані стриктур. На місці виразок утворюється пігментація, яка зберігається багато років і має назву «плями Петена».

Вже з другого тижня хвороби можна виявити антитіла, що аглютинують тифозні сальмонели, а також антитіла проти O , H , та Vi-антигену. Вони сприяють швидшому «очищення» крові від збудників, але не грають вирішальної ролі в процесі одужання, тому що не можуть подіяти на розташовані внутрішньоклітинно мікроорганізми. Головним чинником звільнення організму від збудників тифо-паратифозних інфекцій є клітинні захисні реакції, які забезпечують знищення цих бактерій та клітин, що містять їх в інфікованих тканинах.
Виділена на висоті хвороби тифозна сальмонела вірулентніа, ніж виявлена в період згасання хвороби, тому що перебування в імунному організмі веде до зменшення вмісту в бактеріальній клітині Vi-антигену. Штами від гострих носіїв зазвичай мають більшу вірулентність, ніж ті, які виділені від хронічних носіїв. У період високої епідемічної захворюваності безперервний пасаж тифозної сальмонели з одного чутливого організму в інший веде до зростання вірулентності та патогенності тифозних мікроорганізмів. Навпаки, підвищення колективного імунітету населення сприяє зниженню його вірулентних властивостей.

## Клінічні прояви
Згідно з Міжнародним класифікатором хвороб 10-го перегляду в розділі «Деякі інфекційні і паразитарні хвороби» вирізнять підклас «Тиф і паратиф А01», а в цьому підкласі виділяють окремо «Черевний тиф А01.0».

### Інкубаційний період
Триває від 7 до 30 днів, у середньому — 10—14 днів. Тривалість інкубаційного періоду визначається багатьма факторами, але, перш за все, кількістю тифозних сальмонел, які потрапили в організм, їхньою вірулентністю, станом макроорганізму. Найкоротший період зустрічається при масивному зараженні, водному шляху передавання, за наявності тяжких фонових хвороб.
У перебігу захворювань виділяють кілька періодів:

### Початковий період
У більшості випадків захворювання починається поступово: підвищується температура тіла, з'являється слабкість, підвищена стомлюваність, почуття розбитості, погіршується апетит, порушується сон. Практично усі симптоми на цьому етапі обумовлені дією ендотоксину. Саме через це відзначають наростаючу блідість шкіри, особливо обличчя, хоча при підвищенні температури тіла має відбуватися протилежне. Спазм поверхневих кровоносних судин та розширення їх у внутрішніх органах призводить до поступового збільшення печінки та селезінки. Відбувається зниження артеріального тиску (АТ), брадикардія. Порушується правило Лібермейстера — на кожний градус вище 37 °С частота серцевих скорочень збільшується не на 10—12, як при більшості випадків гарячки, а лише на 2—4 скорочення. Іноді може бути покашлювання, особливо при зміні положення тіла з горизонтального у вертикальне, що пов'язане з перенаповненням кровоносних судин легень. Внаслідок повільного кровотоку і розширення кровоносних судин центральної нервової системи (ЦНС) відбувається певний набряк мозку (токсична енцефалопатія), через який головний біль стає постійним, розлитим, зростає в другій половині дня. З'являється порушення формули сну: сонливість вдень та безсоння вночі. Як правило, при цьому менінгеальні ознаки не виражені. На ранньому етапі перистальтика кишок ще не порушена, але до кінця цього періоду відбувається затримка випорожнень, погіршення перистальтики, здуття живота, хворі нерідко відчувають напруження в животі, тоді як болю там у них практично немає. Сильна слабкість змушує хворого залишатися в ліжку. Він поступово втрачає інтерес до навколишнього, неохоче відповідає на запитання, реакція його сповільнена, чітко видно загальмованість хворого, особливо при спробі встановити з ним словесний контакт.
Значно рідше хвороба починається з різкого підйому температури тіла до високих цифр, виразної інтоксикації, впертого головного болю.
Початковий період закінчується, коли температура тіла досягає максимуму, триває 4—7 днів.

### Період розпалу
Без лікування триває 2—3 тижні. Гарячка набуває стійкого постійного характеру на рівні 39—40 °С без ознобу. Однак при прийомі жарознижувальних засобів може буде послаблювальною з невластивим типовому перебігу невеликим ознобом. Інтоксикація наростає до максимуму, буває іноді виражена аж до тифозного статусу. При тяжкому перебігу у хворого з'являється сплутаність свідомості («затьмареність»), він нечітко орієнтується в навколишньому, марить, марення посилюється на ніч і трохи вщухає на ранок, у нього може навіть виникнути психоз. Обличчя амімічне. У цих випадках хворий неспокійний, повністю дезорієнтований у навколишньому, іноді в нього з'являються галюцинації, агресивність — але все це відбувається в межах ліжка (на відміну від інших тифів — висипного, поворотного!). Іноді це називають «маячня бурмотіння» або «лат. coma vigile — кома пильнування».
Всі ознаки, які з'явилися протягом попереднього періоду, набувають свого найбільшого розвитку. Артеріальний тиск може бути відчутно знижений. Якщо до цього була тільки відносна брадикардія, то вона може перейти у абсолютну. Тони серця приглушені, може з'явитися систолічний шум на верхівці. У невеликого числа фізично розвинутих людей може проявитися дикротія пульсу (пальпаторне відчуття додаткового пульсового удару зразу ж після основного). При інших інфекційних хворобах такий феномен не спостерігають. Його вважають патогномонічним симптомом черевного тифу. Над легенями прослуховують ослаблене дихання, поодинокі сухі хрипи. Шкіра та обличчя бліді. Шкіра суха на дотик через високу температуру тіла. Язик потовщений, на початку він покритий білим нальотом, але краї його та кінчик від нашарування вільні, тому чітко помітні відбитки зубів по краях.
З 2-го тижня за відсутності догляду за порожниною рота він покривається чорним нашаруванням («фулігінозний язик»). Закономірний метеоризм, збільшення печінки й селезінки. Типові запори. При перкусії правої ілеоцекальної ділянки відзначається відчутне укорочення перкуторного звуку — позитивний симптом Падалки. Цей умовно-патогномонічний симптом пов'язують із значним правобічним мезентеріальним лімфаденітом. Можливі дизурічні проблеми.

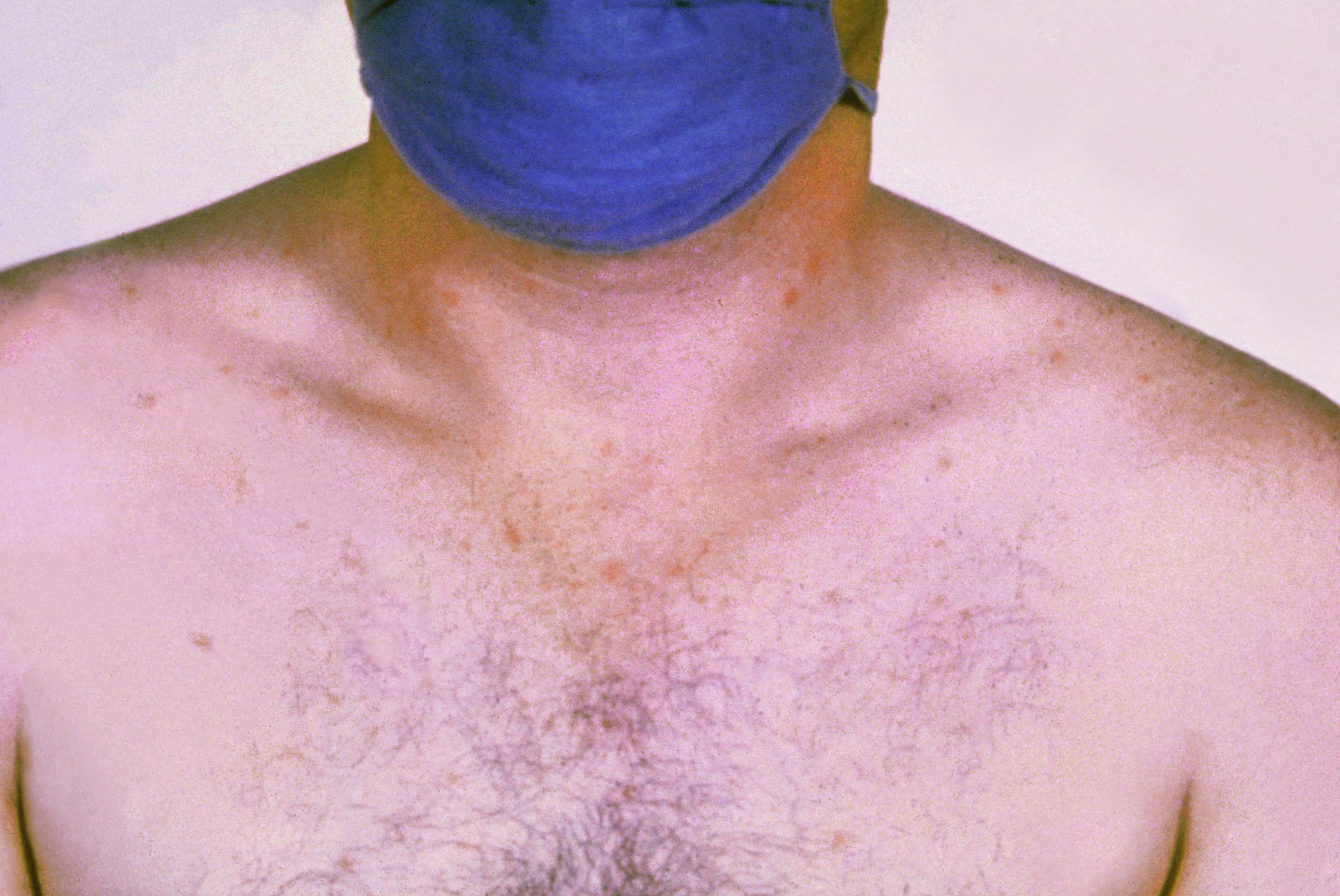
Розеоли у хворого на черевний тиф.

На шкірі починаючи з 8 дня хвороби у половини хворих можуть з'явитися розеоли з типовою локалізацією: бічні поверхні живота, нижня частина грудної клітки; зрідка на передпліччях, верхній частині грудної клітки, шиї, шкірі на попереку. Являють вони собою рожево-червоні або блідо-рожеві плямки з чіткими контурами, до 1 см у діаметрі, зникають при натисканні, але одразу ж з'являються знову після припинення натискання. Елементів небагато, елемент існує 3—5 днів. Нові розеоли можуть підсипати протягом гарячки. Розеольозний висип у типових місцях, у певний час при черевному тифі вважають умовно-патогномонічним симптомом хвороби. Висипання з геморагічним компонентом — ознака дуже тяжкого перебігу хвороби.
З'являються органні ураження в залежності від преморбідного фону (легені, міокард, нирки, мозкові оболони тощо), що може призводити через виразність цих проявів до діагностичних помилок.

### Період зворотного розвитку хвороби й реконвалесценція
При цьому температура тіла може падати як літично (поступово), так і критично (протягом одного дня), хоча симптоми поступово зникають протягом 1—2 тижнів. Тривалий субфебрилітет у періоді реконвалесценції — часто провісник загострення захворювання.

Далеко не завжди всі описані вище періоди чітко простежуються. Клінічний перебіг черевного тифу за останні десятиріччя пережив певні зміни, що пояснюють кардинальними перемінами умов життя людей і чималим використанням антибіотиків. Частіше реєструють гострий початок недуги зі стрімким підвищенням температури тіла і критичним її падінням, коротший гарячковий період, прояви інтоксикації виражені слабо. Тифоїдні зміни ЦНС невиразні або, взагалі, відсутні. Скоріше з'являється висип, розеол дуже мало, частіше зустрічаються легкі форми хвороби. Раннє застосування антибіотиків у більшості випадків значно скорочує тривалість черевного тифу, іноді буквально «обриває» його перебіг.
Окрім типового перебігу клінічно виділяють ще атипові форми черевного тифу. До них відносять:
- Абортивний тиф, при якому починається захворювання і надалі перебігає згідно з усіма характерними для нього закономірностями, а потім раптово наступає перелом під час хвороби і хворий швидко одужує. Частіше це буває при ранньому призначенні антибактеріальної терапії, хоча раніше описували подібні ситуації й в доантибіотичну еру;
- Найлегший тиф (стерта форма), який мав у минулому назву «амбулаторний». Для нього характерні субфебрильна короткочасна (кілька днів) гарячка, незначна інтоксикація, при якій хворі навіть зберігають працездатність. Такі прояви, як висип, гепатоспленомегалія у них практично не виявляють. Ці випадки зазвичай своєчасно не розпізнають, діагноз встановлюють або ретроспективно (серологічні дослідження), або на підставі випадково зроблених бактеріологічних досліджень, а також при появі таких ускладнень, як кишкова кровотеча або перфорація тонкої кишки.

Крім типового циклічного перебігу черевний тиф може перебігати з загостреннями або з рецидивами.
Чітко окреслені загострення — це такі випадки, коли після зниження температури тіла на кілька днів до субфебрильних цифр та істотного поліпшення самопочуття хворого, знову піднімається температура тіла до високих цифр із подальшим проявом всіх провідних клінічних симптомів. Причиною загострень частіше за все є раннє скасування антибіотиків або зменшення їхньої дози.
Рецидиви можуть настати в будь-які терміни після нормалізації температури тіла, але частіше на 2—3 тижні, тобто незабаром після відміни антибіотиків. Проте, описані й пізніші рецидиви — через 1—2 місяці після нормалізації температури. При рецидивах також з перших днів вимальовується типова клінічна картина черевного тифу.
У людей похилого віку черевний тиф, як правило, починається поступово (дуже повільне розігрівання), характерний тривалий перебіг, рідше бувають висип, діарея, але нерідко замість брадикардії виявляють тахікардію. У них рідко відбувається перфорація тонкої кишки через інволюцію лімфоїдної тканини, але частіше формується бактеріоносійство.
Сергій Петрович Боткін, який спостерігав багато хворих на черевний тиф, описав так своє враження про клінічний перебіг цієї хвороби:
|  | «...ви, звичайно, не могли не помітити надзвичайного різноманітності в часі перебігу і тяжкості окремих випадків черевного тифу, того розмаїття, яке і дає нам право розрізняти в цій патологічній одиниці кілька форм. Не кажучи вже про те, що в різні роки в одній і тій же місцевості під впливом якихось умов, що лежать, можливо, поза або всередині нас, протягом черевного тифу різко видозмінюється, даючи відсоток смертності від 5 до 15, ми бачимо навіть в епідемії одного і того ж року, що тривалість хвороби коливається від 5-6 днів до 2 і більше місяців, а я особисто не відкидаю навіть захворювання, що триває кілька годин» |

## Ускладнення
Специфічними ускладненнями, які вважають умовно-патогномонічними ознаками черевного тифу, тифу є кишкова кровотеча та перфорація тонкої кишки, які виникають протягом 2—5 тижня хвороби, частіше на 3-му.

### Кишкова кровотеча
Вважають, що кишкова кровотеча відбувається в чверті захворілих на черевний тиф. Однак ступінь втрати крові різний. У більшості відбувається клінічно незначна кровотеча, яку виявляють тільки за допомогою дослідження випорожнень на приховану кров (реакція Грегерсена). Як правило, через відсутність кровоносних судин великого калібру у тифозних виразках, мелена з'являється рідко. Однак у певній кількості випадків кровотеча супроводжується значною меленою, призводить до виразних гемодинамічних змін (тахікардія, ще більше зниження артеріального тиску), раптового зниження температури тіла, іноді нижче 37 °С, що на температурному листку може бути помічено у вигляді так званого «чортового хреста» (коли пульс ↑, температура тіла ↓). Частіше така масивна кровотеча буває при виникненні великої кількості виразок у тонкій кишці.

### Перфорація тонкої кишки
Перфорація виникає часто як невелика за розмірами, часто прикрита очеревиною, через що на відміну від прориву виразок шлунку та дванадцятипалої кишки, що супроводжується «кинджальним» болем, больові відчуття при тифозних перфораціях нерідко відсутні й з'являються тільки при розвитку розлитого перитоніту, коли вже робити щось запізно. Тому хворий та медичний персонал мають бути постійно насторожі. При появі у хворого будь-яких незвичних відчуттів у правій ілеоцекальній ділянці, виявленні там резистентності черевної стінки, позитивних симптомів подразнення очеревини, потенційно ці ознаки потрібно розцінювати як підозрілі на перфорацію кишки. Рідко перитоніт може бути внаслідок некрозу мезентеріального лімфатичного вузла.

### Інші ускладнення
До інших ускладнень слід відносити будь-які клінічно виразні ознаки уражень тих чи інших органів (пневмотиф, менінготиф, міокардит, нефротиф, остеомієліт тощо).
У більшості випадків захворювання закінчується повним одужанням із формуванням тривалого стійкого імунітету. Повторні захворювання вкрай рідкісні. Основними причинами смерті є ускладнення — масивна кишкова кровотеча, перитоніт, міокардит, тяжке ураження ЦНС.

## Діагностика

### Клінічно-епідеміологічна діагностика
За наявності опорних клінічних симптомів та епідеміологічних ознак потрібно проводити діагностику черевного тифу і паратифів. Однак через відсутність чітких і виразних патогномонічних симптомів головним у клінічній діагностиці є алгоритм: «Якщо гарячку тривалістю більше 5-ти діб клінічно нічим не можна пояснити, то в комплексі обстеження хворого потрібно не забути відповідні дослідження на черевний тиф та паратифи»

### Загальнолабораторна та інструментальна діагностика
У загальному аналізі крові в розпал типового перебігу виявляють лейкопенію (зменшення кількості лейкоцитів), здвиг у лейкоцитарній формулі крові вправо — відсутність еозинофілів (анеозинофілія), зменшення кількості нейтрофілів, збільшення лімфоцитів, у найтяжчих випадках — ще й анемію, тромбоцитопенію. При появі ускладнень можлива зміна лейкопенії на лейкоцитоз із збільшенням кількості нейтрофілів і, відповідно, зменшенням — лімфоцитів. У загальному аналізі сечі звичайна альбумінурія. При значному ураженні внутрішніх органів можуть спостерігати рентгенологічні прояви пневмонії, ультразвукові зміни в нирках, збільшення печінки й селезінки. При виникненні менінготифу є зміни у спинномозковій рідині, які характерні для гнійного менінгіту.

### Специфічна діагностика

#### Бактеріологічний метод
Залишається і на сьогодні ведучим для специфічної діагностики черевного тифу, а також паратифів. У першу чергу головним дослідженням є посів крові («гемокультура») з метою виділення сальмонел черевного тифу. Наявність стійкої бактеріємії, про що при черевному тифі свідчить будь-яке підвищення температури тіла, обумовлює можливість виділення тифозних сальмонел. Найбільш часто можна виділити тифозних збудників на першому тижні хвороби, надалі імовірність виявлення цих сальмонел у крові зменшується, тому для посіву беруть все більшу кількість крові. Для виділення використовують поживні середовища, які містять жовч, тому що саме вона не дає можливості зростання інших мікроорганізмів, а для сальмонел є селективною. Позитивна гемокультура — найнадійніше підтвердження діагнозу. Посів проводять на 10 % жовчний бульйон. Співвідношення обсягу взятої крові і поживного середовища — 1:10. На 1-му тижні для дослідження досить взяти 10 мл крові з вени, на 2-му — 20 мл, на 3-му — 30 мл і т. д.
Хоча ВООЗ вважає, що виділення тифозних збудників з кісткового мозку є більш уловним — таким чином тифозних сальмонел можна виділити аж до 5-го дня після призначення антибактерійних засобів, однак технічні умови цього дослідження та технічні складнощі процедури зменшують процент застосування методики кістково-мозкової культури. Непоганий результат дає бакпосів із розеол, але ця методика є певною мірою складною, й тому практично її в Україні на сьогодні не використовують.
Також можуть бути виділені тифозні збудники при розвитку ускладнень зі спинномозкової та перитонеальної рідини, мезентеріальних лімфатичних вузлів, резецированої кишки, з порожнини абсцесу тощо.
Позитивний бактеріологічний посів калу, сечі, жовчі не є підтвердженням гостроти процесу, а його потрібно трактувати, насамперед, як можливе носійство. Посів жовчі можна проводити через дуоденальне зондування лише у періоді реконвалесценції, тому що його проведення у розпал хвороби може призвести до небажаних ускладнень — кишкової кровотечі, а особливо перфорації тонкої кишки.

#### Серологічний метод
Можна застосовувати для підтвердження діагнозу з 2-го тижня хвороби, дослідження обов'язково проводять в динаміці з інтервалами 5—7 днів. Застосовують:
- Реакція аглютинації (реакція Відаля), її діагностичний титр не менше ніж 1:200, надалі можливе зростання титру;
- Реакція непрямої гемаглютинації (РНГА) специфічніша, стає позитивною на 6—7-му добу.
- Vi-гемаглютинація використовується для діагностики бактеріоносійства;
- Імуноферментний аналіз (ІФА) більш чутливий за інші серологічні методи, дозволяє визначати антитіла різних класів (G, M) і прогнозувати ймовірність наслідків, в тому числі й формування носійства.

#### Молекулярно-генетичний метод
У світі широко використовують полімеразну ланцюгову реакцію (ПЛР), яка дає змогу визначити в крові хворого ДНК черевнотифозної сальмонели.

## Лікування

### Етіотропна терапія
При черевному тифі цей вид терапії є провідним. етіотропну терапію призначають одразу, як тільки була виказана підозра. Але у світі в останні роки існує проблема мультирезистентності тифо-паратифозних сальмонел у гіперендемічних районах, тому при призначенні ведучої в цій ситуації етіотропної терапії необхідним є ретельне вивчення епідеміологічного анамнезу.

#### Етіотропна терапія у регіонах, де мультирезистентність не виявлено
ВООЗ для України, інших країн Східної Європи (а також Субсахарської Африки, Південної Америки, Близького Сходу) рекомендує починати лікування з фторхінолонів (препаратів 1-ї ланки): ципрофлоксацин або офлоксацин per os 0,2—0,4 г 2 рази на добу 7—14 діб, або пефлоксацин 0,4 г 2 рази на добу 7—14 діб. При виникненні певних ускладнень, тифозного статусу ці препарати призначати можна й парентерально. Як препарати 2-ї ланки (тобто при стійкості або непереносимості препаратів 1-ї ланки) в неускладнених випадках потрібно застосовувати азитроміцин 0,5 г 1 раз в 1-й день, 0,25 г 1 раз 2—5-й день, або цефіксим 0,2 г 2 рази на день 14 діб, або амоксицилін 0,75—1,0 г 3 рази на добу 7—10 діб перорально. В ускладнених випадках, при тифозному статусі препаратами 2-ї ланки для цих регіонів ВООЗ рекомендує цефтріаксон 1—2 г 2 рази на день, або цефотаксим 2 г 4 рази на день, чи ампіцилін 1,0—2,0 г кожні 4—6 годин парентерально.

#### Етіотропна терапія у регіонах, де мультирезистентність поширена
Для лікування хворого, який заразився в регіоні з мультирезистентністю тифо-паратифозних сальмонел (Південна та Східна Азія), ВООЗ вважає за необхідне як 1-шу ланку у неускладнених випадках використання цефіксіму 0,2 г 2 рази на день 14 діб разом з ципрофлоксацином чи офлоксацином 0,2—0,4 г 2 рази на добу до 7—14 діб, а як 2-ї ланки — азитроміцин 0,5 г 1 раз на день до 10 діб per os. В ускладнених ситуаціях в 1-у ланку в цих регіонах включають цефтріаксон 1—2 г 2 рази на день, або цефотаксим 2 г 4 рази на день обов'язково разом із ципрофлоксацином чи офлоксацином 0,2—0,4 г 2 рази на добу до 7—14 діб парентерально. Як препарати 2-ї ланки в цьому регіоні пропонуються азтреонам 1—2 г 3—4 рази на день (в Україні поки не зареєстрований) або іміпенем (в Україні він є тільки в комбінації з циластатином) по 0,5—1 г кожні 6 годин обов'язково разом із ципрофлоксацином чи офлоксацином 0,2—0,4 г 2 рази на добу до 14 діб, або гатифлоксацином 0,4 г на добу протягом 7—14 діб, чи левофлоксацином 0,5 г на добу протягом 7—14 діб — всі препарати парентерально.

#### Особливості тактики етіотропної терапії
Потрібно динамічно оцінити ефективність препарату. При підозрі на нечутливість потрібна швидка зміна антибактерійного засобу. ВООЗ вважає, що поява загострення або рецидиву тифо-паратифозної інфекції не потребує зміни антибактерійного препарату, який до цього був ефективним, а спонукає провести пошук інших причин, які призвели до невідповідного перебігу хвороби. Експерти ВООЗ вважають, що при терапії черевного тифу в процесі самого лікування до антибактерійного препарату виробитися стійкість не може, а це відбувається поза цим процесом через плазмідну передачу нечутливості, властиву усім кишковим бактеріям. Тривале застосування антибіотиків може служити причиною розвитку кандидозу, дисбіозу кишки. Тому протягом всього курсу антибіотикотерапії хворі повинні отримувати флуконазол або інші протигрибкові препарати, засоби, які коригують мікрофлору кишки.

#### Стійкість збудників
Нині ВООЗ констатує, що проблемою в деяких регіонах світу є переважання мультирезистентності тифозної сальмонели до основних етіотропних препаратів, яке, зокрема, у вигляді серйозного спалаху спостерігається з 2016 року в Пакистані. Уперше в світі тут з'явилася велика кількість випадків стійкості збудника до всіх антибактерійних препаратів, які визначені ВООЗ для лікування черевного тифу. S. typhi має небезпеку для подорожуючих, які здатні поширити цей стійкий штам H58, особливо в країнах із поганою гігієнічною інфраструктурою і проблемами забезпечення вакциною. ВООЗ рекомендує мандрівникам, які подорожують до цих регіонів, беззаперечно проводити вакцинацію.

### Патогенетична терапія
Патогенетичні заходи є дуже важливими при черевному тифі. Всім хворим призначають суворий ліжковий режим протягом усього гарячкового періоду і ще 5 днів після нормалізації температури тіла. У разі необачного розширення режиму до цього терміну існує дуже серйозна імовірність виникнення таких ускладнень як колапс, кишкова кровотеча, перфорація тонкої кишки. За хворим здійснюється постійне спостереження, догляд (регулярна обробка порожнини рота, шкіри), при запорах — препарати лактулози, очисні клізми. Дієту N1 за Певзнером призначають з 1-го дня, поступове розширення її можливо тільки після нормалізації температури тіла, але не раніше 5-го тижня хвороби (загоєння виразок). Їжа повинна містити достатню кількість вітамінів, солей калію. Не призначають газовані мінеральні води, настій шипшини, жовчогінні трави.
Враховуючи наявність у хворих інтоксикації, яка в перші дні може навіть посилюватися на тлі прийому антибіотиків, істотну увагу слід приділяти дезінтоксикаційній терапії. Якщо необхідну кількість рідини (до 40 мл/кг маси на добу) не вдається забезпечити перорально, у тому числі з їжею, можна призначити в/в збалансовані полійонні розчини, які дозволять компенсувати водно-електролітні зрушення, глюкозо-сольові суміші, суміші солей та інших вуглеводів, 5—10 % розчин глюкози, реополіглюкін.

### Тактика лікування в разі виникнення ускладнень
При появі кишкової кровотечі терміново призначають холод на живіт, спеціальні дієти, антигеморагічні засоби, за необхідності — переливання еритроцитарної і тромбоцитарної маси, кріопреципітата. Якщо протягом 2-х діб консервативна боротьба із кишковою кровотечею до успіху не призводить — необхідно ставити питання про хірургічне втручання із зашиванням виразок, що кровоточать. Як правило, ревізії підлягають останні 70 см тонкої кишки, де скупчені такі виразки. При наявності перфорації лише негайна операція з повноцінною ревізією перітонеуму може врятувати життя хворому. Весь цей період продовжується антибактерійна терапія.

### Особливості виписування хворих зі стаціонару
Згідно з існуючими в Україні нормативними документами зі стаціонару реконвалесцентів виписують на 21-й день нормальної температури тіла. Обов'язковим є контрольне обстеження перед випискою: через 2 дні після відміни антибіотика призначають 3 дні поспіль бактеріологічні посіви калу і сечі (так звана копроуринокультура — КУК) і одноразово — посів жовчі (білікультура). При негативних результатах КУК і білікультури хворого виписують. Якщо в одному з посівів знову виявляють тифозних збудників, проводять повторний курс лікування антибіотиком, до якого збудник чутливий (10—14 днів) із подальшим обстеженням перед випискою, як зазначено вище. Реконвалесценти підлягають диспансерному спостереженню протягом 2-х років, але реконвалесценти з числа працівників підприємств громадського харчування, харчової промисловості, системи водопроводу, дитячих дошкільних установ (так званих декретованих груп) — довічно. Порядок обстеження різних категорій реконвалесцентів, допуску їх на роботу регламентують спеціальні докладні інструкції Міністерства охорони здоров'я України. Носіїв до роботи на підприємствах громадського харчування, в дитячих установах не допускають.
Санація носіїв — складне, до кінця не вирішене питання. При гострому носійстві рекомендовано призначення антибактерійної терапії, хоч добрі результати скоріше виняток, аніж правило. При хронічному носійстві потрібно лікувати фонові хвороби, якщо їх вдається ліквідувати, то може наступити й елімінація тифозних збудників.

## Профілактика

### Загальні заходи
Найважливішою умовою профілактики черевного тифу є дотримання особистої гігієни (насамперед, чистоти рук), захисту від інфікування продуктів, води, предметів побуту, дотримання умов приготування і зберігання їжі, виявлення бактеріоносіїв шляхом регулярних обстежень всіх, кого відносять до декретованих груп, кого наймають на роботу до спеціальностей цих груп.

### Заходи у осередку захворювання
Після госпіталізації хворого в осередку проводять заключну дезінфекцію. Здійснюють активний лікарський нагляд за тими, хто був у контакті із захворілим. Профілактичну санацію контактних не рекомендовано. З метою активного виявлення бактеріоносіїв обстежують всіх, хто поступає на роботу на декретовані спеціальності, а також осіб, які спілкувались з хворим в епідемічному осередку. Обстеженню підлягають також особи з вперше встановленим хронічним захворюванням печінки, жовчо- та сечовивідних шляхів.

### Специфічна профілактика
За показами (частіше за все, це спалах тифо-паратифозного захворювання на окремій території, поїздка в місцевості, де існує загроза захворіти на ці інфекції) проводяться вакцинацію. Комплексну тривакцину ТАБ (проти тифу та паратифів А і В) в дозі 0,5 мл вводять підшкірно, триразово з інтервалами між введеннями в 10 днів вводять при поїздках на гіперендемічні території, де поширені ці інфекції разом, особливим категоріям громадян (військовослужбовці, працівники системи ліквідації надзвичайних ситуацій, лабораторні працівники, які працюють з культурами цих збудників тощо). Після вакцинації імунітет зберігається до 10 років. На території, де реєструють підвищення захворюваності, ревакцинація проводиться кожні 3 роки. Також вакцинацію рекомендують проводити членам сім'ї хронічного бактеріоносія збудника черевного тифу для запобігання можливого їхнього зараження. Проводять вакцинацію проти одного черевного тифу, бо існують як пероральні, так й парентеральні такі вакцини.
3 січня 2018 року ВООЗ повідомила, що попередньо кваліфікувала першу кон'юговану вакцину проти черевного тифу Typbar-TCV® Bharat Biotech (ViPS). Тифоїдні кон'югатні вакцини — це інноваційні продукти, що створюють триваліший імунітет, ніж старі вакцини, потребують менших доз і можуть бути призначені маленьким дітям за допомогою звичайних програм вакцинації дітей. Той факт, що вакцина була попередньо кваліфікована ВООЗ, означає, що вона відповідає прийнятним стандартам якості, безпеки та ефективності. Це відкриває для цієї вакцини можливість закупівлі агентствами ООН, зокрема такими як ЮНІСЕФ та Альянс вакцин «Гаві». Раніше Стратегічна консультативна група експертів із питань імунізації рекомендувала цей тип вакцин для звичайного використання у дітей старше 6 місяців у країнах, ле черевний тиф є значно поширеним. Вона закликала до того, щоб запровадження її було визначене як пріоритетне для країн із найбільшим тягарем від черевного тифу або антибіотикорезистентності до Salmonella typhi. Використання вакцини має допомогти стримати резистентність до антибіотиків у збудника. Попередня кваліфікація є найважливішим наступним кроком, необхідним для того, щоб зробити ці вакцини доступними для країн із низьким рівнем доходу, де вони найбільше потрібні. І навіть у країнах, які не мають підтримки «Гаві», попередня кваліфікація може допомогти прискорити видачу ліцензії. З 2020 року доступна вакцина Vivotif® (Emergent BioSolutions), утворена з живої ослабленої вакцини Ty21a. Також є комбіновані вакцини: проти тифу та гепатиту A VIVAXIM® (Санофі Пастер), проти тифу і правця Typbar-TCV ™ (Bharat Biotech) і Ped-aTyph ™ (Bio-Med).

### Профілактика черевного тифу у мандрівників
Мандрівники в ендемічні країни повинні уникати сирих неочищених фруктів або овочів, позаяк вони, можливо, були промиті забрудненою водою. Крім того, мандрівники повинні пити лише відповідно підготовлену чисту або знезаражену, іноді й кип'ячену воду, як це описано для профілактики діареї мандрівників. Подорожуючі повинні бути вакциновані принаймні за тиждень до від'їзду в ендемічний район. Оскільки ці вакцини створюють штучний імунітет лише на декілька років, консультацію з фахівцем із медицини подорожей настійливо рекомендують, якщо людина їде у ендемічні по черевному тифу країни через кілька років після вакцинації.

## Цікаві факти
Знахідка останків Міртіди спонукала деяких науковців заявити, що перша в історії людства епідемія «Афінська моровиця», чий факт був науково доведений, спалахнула 430 до н. е. в Стародавніх Афінах через масове захворювання на черевний тиф. Ця епідемія впродовж 4 років знищила близько третини населення міста і стала однією з причин поразки держави у Пелопоннеській війні. У рештках зубів Міртіди методом суїцидальної полімеразної ланцюгової реакції було знайдено ДНК тифозної сальмонели. 2010 року в Інтернеті стартував проєкт «Myrtis», на якому розміщено звернення Міртіди 15 мовами, в якому вона закликає світ об'єднати зусилля у боротьбі із черевним тифом та не допустити нові смерті, які можна і треба відвернути.
Разом з тим певні описання проявів тодішньої недуги у записах її видатного сучасника Фукідіда протирічать відомим симптомам черевного тифу, особливостям його епідеміологічного поширення, що зберігає серед науковців думку, що була спричинена іншою хворобою. Можливо сама Міртіда й померла від черевного тифу, тоді як інші її співгромадяни — від іншої хвороби. Адже в період стародавніх епідемій зустрічались випадки смерті й від інших захворювань. А може Міртіда була просто хронічним носієм черевнотифозної сальмонели, а загинула взагалі від зовсім другої причини. Тому інтерпретувати результати дослідження в Міртіди як такі, які мають автоматично поширитися на всю епідемію, поки що зарано. Результати були отримані при дослідженні лише трьох зубів, тому беззастережно вважати, що таємниця «чуми Фукідіда» розкрита, поки передчасно.
Тим більше, що інша група дослідників, включаючи американського еволюційного молекулярного біолога доктора Бет Шапіро з Каліфорнійського університету Санта-Крус, заперечила висновки науковців, які запевняли, що це був черевний тиф, стверджуючи, що вони були проведені із серйозними методологічними недоліками.